# Kajetan Golczewski
Kajetan Golczewski (ur. 18 lipca 1876 we Lwowie, zm. 4 lipca 1948 w Krakowie) – polski nauczyciel.

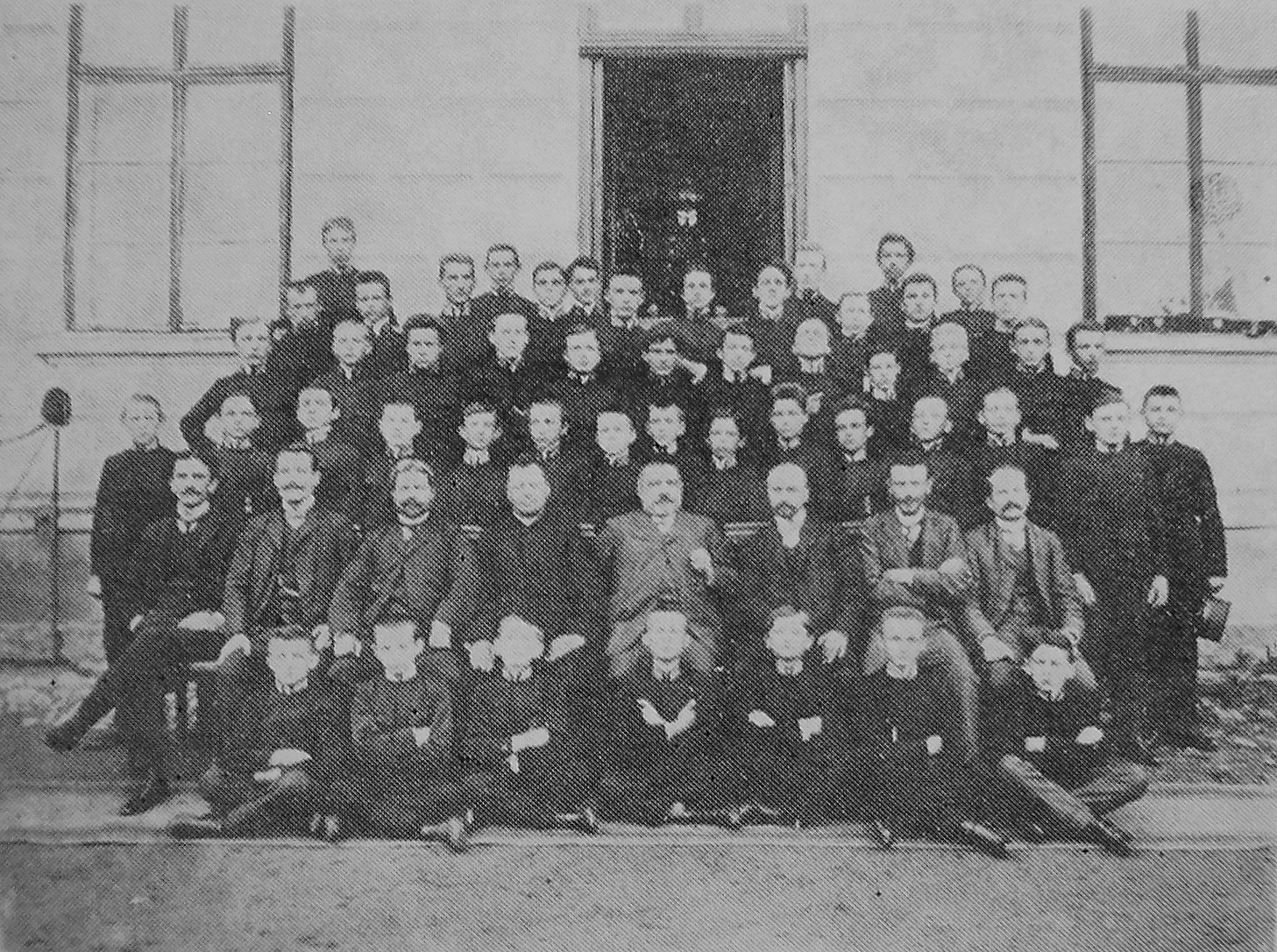
Klasa IVa C. K. Gimnazjum w Sanoku wraz z gronem nauczycielskim szkoły w czerwcu 1906. Kajetan Golczewski siedzi trzeci od prawej

## Życiorys
Urodził się 18 lipca 1876 we Lwowie. Kształcił się w Gimnazjum im. Franciszka Józefa we Lwowie, gdzie w 1896 zdał egzamin dojrzałości (w jego klasie byli m.in. Stanisław Gołąb, Władysław Semkowicz).
Został nauczycielem matematyki i fizyki. Reskryptem C. K. Rady Szkolnej Krajowej z 5 października 1899 został mianowany zastępcą nauczyciela w C. K. Wyższej Szkoły Realnej we Lwowie. 10 października 1899 podjął pracę. W szkole uczył języka niemieckiego, historii powszechnej, geografii, historii kraju rodzinnego. Złożył egzamin nauczycielski 30 listopada 1901. 
Reskryptem C. K. Rady Szkolnej Krajowej z 9 czerwca i 22 lipca 1902 został przeniesiony z C. K. Wyższej Szkoły Realnej we Lwowie i mianowany nauczycielem rzeczywistym w C. K. Gimnazjum w Sanoku z dniem 1 września 1902. W szkole uczył matematyki, fizyki, był zawiadowcą polskiej biblioteki na uczniów niższego gimnazjum. Reskryptem C. K. Rady Szkolnej Krajowej z 25 września 1905 został zatwierdzony w zawodzie nauczycielskim i otrzymał tytuł c. k. profesora. 
Reskryptem C. K. Rady Szkolnej Krajowej z 11 września 1908 został przydzielony sanockiego gimnazjum do służby w filii C. K. VII Gimnazjum we Lwowie, a rozporządzeniem RSK z 5 sierpnia 1909 jako profesor otrzymał równorzędną posadę w filii C. K. VII Gimnazjum we Lwowie. Uczył tam matematyki i fizyki, był też zawiadowcą gabinetu fizykalnego i kierownikiem warsztatu dla uczniów. Rozporządzeniem z 14 września 1912 otrzymał VIII rangę w zawodzie. Po wybuchu I wojny światowej w 1914 służył w szeregach armii austriackiej od czasu ogłoszenia mobilizacji do grudnia 1915. Był podoficerem rachunkowym drugiej klasy, tytularnie pierwszej klasy, w szeregach batalionu pospolitego ruszenia nr 225 przy komando dworcowym we Lwowie (Landsturmbatallion Nr 225 beim Bahnhofkommando). W roku szkolnym 1915/1916 pozostawał w kategorii „czasowo zwolnionych” z armii ze względu na pracę szkolną. Od tego czasu ponownie uczył w szkole. 
Po odzyskaniu przez Polskę niepodległości (1918) i nastaniu II Rzeczypospolitej pozostawał profesorem VII Państwowego Gimnazjum im. Tadeusza Kościuszki we Lwowie, gdzie uczył matematyki, fizyki, był zawiadowcą gabinetu fizyki, pomocnikiem kancelaryjnym dyrektora Edwarda Schirmera. Z pracy tamże w 1932 został przeniesiony w stan spoczynku.
Poza pracą zawodową jako nauczyciel udzielał się także w działalności oświatowej i społecznej. Działał w Towarzystwa Szkoły Ludowe, był prezesem Koła Akademickiego TSL we Lwowie w roku 1898/1899 (po mianowaniu suplentem tj. zastępcą nauczyciela zrzekł się funkcji i został członkiem zarządu). Jako delegat powyższego koła TSL 30 maja 1899 dokonał założenia Czytelni im. Adama Mickiewicza w Dawidowie. W tym okresie wygłaszał we Lwowie odczyty (np. na temat Juliusza Słowackiego czy teatru greckiego. W 1905 był zastępcą skarbnika koła TSL w Sanoku, w Zarządzie Lwowskiego Związku Okręgowego TSL na rok 1910 został wybrany referentem komisji, a na rok 1913 członkiem komisji szkontrującej i komisji lustracyjnej. 6 kwietnia 1902 został zastępcą dyrektora Krajowej Wytwórczo-Handlowej Spółki Przyborów Szkolnych we Lwowie. Był wybierany członkiem wydziału Bursy Jubileuszowej im. Cesarza Franciszka Józefa w Sanoku 28 września 1904 i 28 września 1905. Był członkiem komisji rewizyjnej Towarzystwa Pomocy Naukowej w Sanoku. Został członkiem sanockiego gniazda Polskiego Towarzystwa Gimnastycznego „Sokół”, 24 marca 1908 wybrany wiceprezesem tegoż. Był działaczem Towarzystwa Nauczycieli Szkół Średnich i Wyższych, na początku lutego 1927 został wybrany członkiem i skarbnikiem zarządu Okręgu Lwowskiego TNSW, 11 lutego 1928 został wybrany członkiem zarządu Koła Lwowskiego TNSW, a w latach 30. był członkiem Głównej Komisji Rewizyjnej Zarządu Głównego TNSW. W latach 30. z ramienia TNSW zasiadał w Radzie Nadzorczej Książnicy-Atlas. Uczestniczył w Pierwszym Polskim Zjeździe Matematycznym we Lwowie w dniach 7-10 września 1927. 

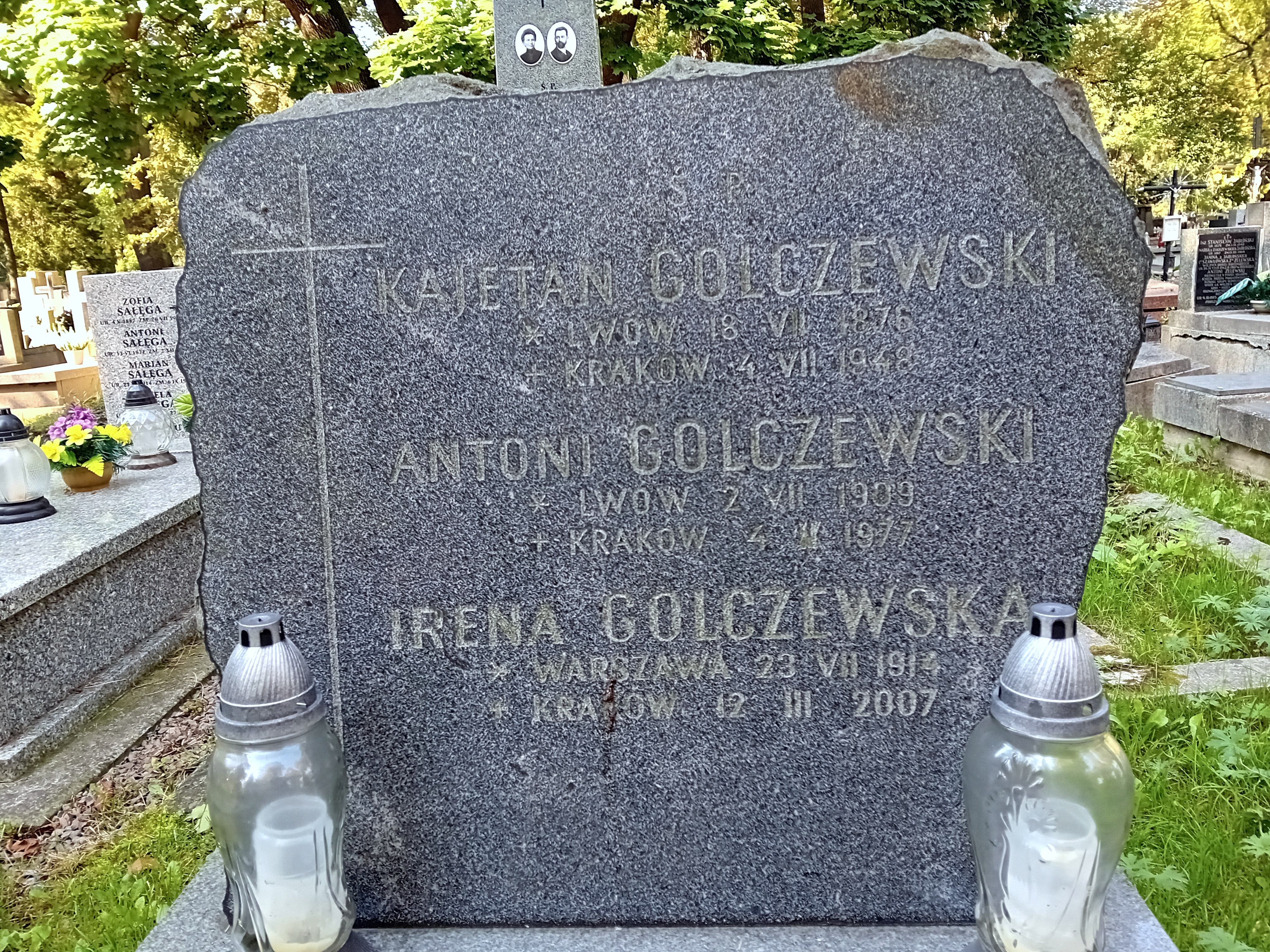
Grobowiec rodzinny Kajetana Golczewskiego

Zmarł 4 lipca 1948 w Krakowie. Został pochowany na cmentarzu Rakowickim w Krakowie. Miał córkę i synów. W 1913 w filii VII Gimnazjum we Lwowie egzamin dojrzałości zdał Juliusz Artur Golczewski, walczący w I wojnie światowej, później podporucznik Wojska Polskiego. Od 1915 w I klasie uczyli się w tej szkole jednocześnie Jan Juliusz i Marian Golczewscy.
Także 4 lipca 1948 w Krakowie zmarł inny profesor gimnazjalny Kazimierz Lewicki. Przychylnie o Kajetanie Golczewskim wyraził się w swoich wspomnieniach jego uczeń w sanockim gimnazjum, Stanisław Rymar.

## Publikacje
- Funkcye hiperboliczne (Hyperbolische Funktionen) (1900)[42]
- Czy nauczycielstwo jest uprzywilejowane w swych poborach. Cyfry i fakty? (1926)

## Odznaczenia
austro-węgierskie
- Srebrny Krzyż Zasługi Cywilnej z Koroną na wstędze Medalu Waleczności (styczeń 1916)[13][12]
- Krzyż Jubileuszowy dla Cywilnych Funkcjonariuszów Państwowych (przed 1914)[15]